# City of Cambridge
City of Cambridge är ett distrikt (motsvarande kommun) i grevskapet Cambridgeshire i England, Storbritannien. Distriktet har 146 995 invånare (2022). Den består av staden Cambridge. Distriktet har inga civil parishes. 